# (29692) 1998 XE97
(29692) 1998 XE97 est un astéroïde de la ceinture principale d'astéroïdes découvert en 1998.

## Description
(29692) 1998 XE97 a été découvert le 11 décembre 1998 à l'observatoire astronomique national de Llano del Hato, situé à Mérida au Vénézuéla, par Orlando A. Naranjo Villarroel.

### Caractéristiques orbitales
L'orbite de cet astéroïde est caractérisée par un demi-grand axe de 2,36 ua, un périhélie de 2,010 ua, une excentricité de 0,11 et une inclinaison de 2,62° par rapport à l'écliptique. Du fait de ces caractéristiques, à savoir un demi-grand axe compris entre 2 et 3,2 ua et un périhélie supérieur à 1,666 ua, il est classé, selon la JPL Small-Body Database, comme objet de la ceinture principale d'astéroïdes.

### Caractéristiques physiques
(29692) 1998 XE97 a une magnitude absolue (H) de 15,7 et un albédo estimé à 0,307.